# Mieczysław Kasprzak
Mieczysław Kasprzak (ur. 30 marca 1953 w Ostrowie) – polski polityk i ekonomista. Działacz Polskiego Stronnictwa Ludowego, poseł na Sejm II, IV, V, VI, VII, VIII i IX kadencji (1993–1997, 2001–2023), w latach 2011–2013 sekretarz stanu w Ministerstwie Gospodarki.

## Życiorys
Ukończył w 1978 studia na Zamiejscowym Wydziale Ekonomiki Produkcji i Obrotu Rolnego Akademii Rolniczej w Krakowie, a także studia podyplomowe – w 1986 z zakresu kierowania i zarządzania w Szkole Głównej Gospodarstwa Wiejskiego w Warszawie i w 1996 z zakresu prawa europejskiego w Polskiej Akademii Nauk. Pracował w wojewódzkim Związku Rolników Kółek i Organizacji Rolniczych, m.in. jako kierownik wydziału, wiceprezes i prezes zarządu wojewódzkiego. W 1978 zaczął też prowadzić własne gospodarstwo rolne.
W 1979 wstąpił do Zjednoczonego Stronnictwa Ludowego, po przekształceniu tej partii został członkiem Polskiego Stronnictwa Ludowego. W latach 2015–2021 był prezesem podkarpackiego zarządu wojewódzkiego PSL.
W latach 1993–1997 pełnił po raz pierwszy funkcję posła na Sejm. W 1997 nie uzyskał mandatu, od 1999 do 2001 sprawował urząd stanowisko starosty powiatu jarosławskiego.
W 2001 i 2005 ponownie był wybierany do Sejmu z listy PSL. W wyborach parlamentarnych w 2007 po raz czwarty uzyskał mandat, otrzymując w okręgu krośnieńskim 10 331 głosów. W 2009 i 2014 bezskutecznie kandydował do Parlamentu Europejskiego.
W styczniu 2011 został powołany na stanowisko sekretarza stanu w Ministerstwie Gospodarki. W wyborach w tym samym roku z powodzeniem ubiegał się o reelekcję, dostał 6854 głosy. W grudniu 2011 został pełnomocnikiem rządu ds. deregulacji gospodarczych. W lutym 2013 odwołany z pełnionych funkcji rządowych.
W 2015 i 2019 był ponownie wybierany do Sejmu, otrzymując odpowiednio 5251 głosów oraz 11 363 głosy. Nie kandydował natomiast w wyborach w 2023.

## Odznaczenia
Odznaczony Krzyżem Kawalerskim Orderu Odrodzenia Polski (1999). Jest krótkofalowcem, posiada znak SQ8CMV.